# NGC 939
NGC 939 é uma galáxia elíptica (E) localizada na direcção da constelação de Eridanus. Possui uma declinação de -44° 26' 47" e uma ascensão recta de 2 horas, 26 minutos e 21,4 segundos.
A galáxia NGC 939 foi descoberta em 18 de Outubro de 1835 por John Herschel.